# Зана із Тхіна
Зана — жінка, що жила у дикому стані на території Абхазії в кінці XIX століття, історію якої записали радянські антропологи та криптозоологи зі слів місцевих жителів через півстоліття після її смерті. На думку місцевих жителів із села Тхіна, а також криптозоологів, Зана була дикою людиною, яка мешкала в лісах Абхазії і була спіймана князем Ачба, правителем Абхазії.

## Історія Зани
Зана мешкала в лісах біля гори Заадан, коли князь Ачба, що вийшов в ліс на полювання, зловив її. Зробив він це за допомогою своїх підручних, які заманили дикунку за допомогою брудних, пропахлих штанів, залишених на видному місці. Приманка спрацювала, і, підійшовши, об'єкт полювання став розглядати дивний предмет. Вибравши момент, мисливці напали і зв'язали дику людину.
При найближчому розгляді дикою людиною виявилася волохата двометрова жінка. Волосяний покрив темно-бурого кольору був по всьому тілу, особливо на нижній частині. Довжина волосся становила в середньому з долоню. Колір шкіри під покровом був темно-сірий. Саме тіло масивної, м'язистої будови, крім тонких гомілок. Стопи були широкими з довгими пластичними пальцями. На обличчі також був волосяний покрив, але коротший. Волосся на голові починалися трохи нижче брів, а його довжина сягала спини. Обличчя в нижній частині виступало вперед. Колір очей був червоним.
Жінку назвали Заною. Князь Ачба подарував її своєму другові князю Челокуа, а той, у свою чергу, князю Едже Генаба, який привіз її в свої володіння в селище Тхіна біля річки Мокві, за 78 км від Сухумі. Спочатку князю довелося ув'язнити її в загоні з вертикальних колод, через її буйну вдачу. Потроху її змогли втихомирити. Через три роки вона вже вільно прогулювалася в селищі нарівні з іншими місцевими жителями, не рахуючи того, що розгулювала голою. Житлом собі вибрала яму, яку сама ж і вирила, ночуючи там і взимку і влітку, проте іноді любила ночувати на попелі від багаття. Одяг вона не приймала і лише до кінця життя навчилася носити на стегнах пов'язку.
Улюбленими її заняттями, за твердженням очевидців, було плавання в річці і випивка. За час проживання в селищі Зана вступала в інтимний контакт з кількома чоловіками, в тому числі з самим князем Генаба. Результатом стали п'ятеро дітей Зани. Народжувала без будь-якої допомоги. Несла полоскати новонародженого в воді. Але перша дитина не витримала цього обмивання і загинула. Пізніше люди почали вчасно забирати у Зани новонароджених і вигодовувати їх. Час смерті Зани, як і місце її поховання, достеменно не відомо. Померла вона в 1880-х роках. До кінця життя не було помічено жодного ознаки її старіння, ні посивілих волосин, ні випавших або ослабших зубів. Вона так і не навчилася людської мови, спілкуючись уривчастим скрикуванням, муканням і гарчанням. Коли раділа, видавала тонкий сміх, але ніколи не посміхалася.
Чотирьох дітей, що вижили, двох дівчаток і двох хлопчиків, назвали відповідно Гомаз і Коджанір, Джанда та Хвіті. Доля трьох з них невідома. Лише Хвіті залишився в селищі і був одружений двічі. Від другої дружини Марії у Хвіті народилася дочка Раїса, яку і опитували вчені і дослідники. Іншим свідком, який бачив Зану ще за життя, був місцевий житель Зеноб Чоку. Хоч він і був ще малий при зустрічі, проте зміг докладно описати її. Як виявилося, батьком молодшого сина Зани Хвіті був місцевий пастух на прізвище Сабеков, який виховав і дав йому своє прізвище.

## Дослідження
Історія досліджень дикої жінки Зани почалися з 1962 року, коли московський професор Олександр Машковцев приїхав в селище. Там від місцевих жителів він і почув історію про Зану. Незабаром він переказав її криптозоологу Борису Поршнєву. Той почав досліджувати детальніше, знайшовши людей, які особисто бачили Зану. У той час їм було вже за сто років, проте очевидці добре пам'ятали пов'язані з Заною події.
У 1975 році дослідження продовжив кандидат наук Ігор Бурцев. Спочатку ніхто не зміг повідомити місце поховання самої Зани, проте місце поховання її сина Хвіті, який помер в 1954 році, збереглося. Також він познайомився з дочкою Хвіті Раїсою, яка народилася в 1934 році від другого шлюбу. За описом Бурцева, Раїса мала негроїдні риси обличчя, трохи кучеряве волосся і сіру шкіру.
Через роки дослідженнями Бурцева зацікавилися американські вчені, які досліджували геном і спосіб життя неандертальців. У лабораторію по дослідженню генетики неандертальців Нью-йоркського університету Бурцев привіз череп Хвіті Сабекова, дозвіл на розтин могили якого він отримав з чималим трудом. Дослідження на основі матеріалу черепа Хвіті повинні були з'ясувати, чи була Зана неандертальцем .
Є версія, що Зана, з огляду на її темну шкіру, могла бути негритянкою. Цієї версії дотримувалися абхазькі етнографи, тим більше що корінні негри досі живуть в Абхазії. Однак очевидці, які бачили Зану, стверджують, що з неграми вона не мала нічого спільного. Головним аргументом проти її негроїдного походження був її рясний волосяний покрив. На думку Фазіля Іскандера, довгожителі, які знали Зану, могли збрехати про її волосяний покрив задля привернення уваги громадськості до селища.
Про зовнішність самої Зани існують лише розповіді, а фотографії нащадків і черепа одного з них не відрізняються ознаками, які могли б доводити те, що Зана була реліктовим гомінідом.

## У культурі
Поет і письменник Фазіль Іскандер коротко описав версію про походження Зани в творі «Стоянка людини». Головний герой Віктор Карташов викладає історію про розумово відсталу, але сильної статури жінку, яка втекла в гори і там здичавіла.